# XI династия
XI династия — одна из династий фараонов, правивших в Древнем Египте в конце так называемого Первого переходного периода и в начале Среднего царства в XXII—XX веках до н. э.
Происходила из города Фивы, поэтому её называют Фиванской. Первые её представители были номархами IV верхнеегипетского нома. Однако постепенно они набрали силу и начали расширять свои владения, основав Фиванское царство в Верхнем Египте, а потом и объединив Египет в своих руках, свергнув в середине XXI века до н. э. X (Гераклеопольскую) династию, правившую в Мемфисе, и образовав Среднее царство.
Династия прекратилась в 1-й половине XX века до н. э., когда власть получил чати Аменемхет I, основавший XII династию.

## История
Время правления XI династии ориентировочно относят к:
- 2160—1785 гг. до н. э. — по Э. Бикерману.
- ок. 2119—1794/93 гг. до н. э. — по Ю. фон Бекерату.
- ок. 2080+16−1760 гг. до н. э. — по Э. Хорнунгу, Р. Крауссу и Д. Уорбертону.

Манефон писал, что в XI династии было 16 фараонов, которые царствовали в течение 43 лет. Однако эти сведения противоречат данным Туринского царского списка, а также современным находкам. В настоящее время считается, что в династии было 7 правителей, правивших в общей сложности 143 года. При этом династия в первое время правила параллельно IX и X Гераклеопольским династиям.
Первым достоверно известным представителем династии был Иниотеф (Антеф) Старший, сын Ики, упоминаемый в ряде надписей. Однако первым фараоном династии считается его сын Ментухотеп I. Ю. фон Бекерат относит начало его правления к 2119 году, Э. Хорнунг, Р. Краусс и Д. Уорбертон — к 2080+16.
Первые правители династии изначально были номархами в IV верхнеегипетском номе со столицей в Фивах. Однако они постепенно начали расширять свои владения, подчиняя себе различные верхнеегипетские номы. Иниотеф (Антеф) I, сын Ментухотепа I, владел несколькими верхнеегипетскими номами и был уже достаточно самостоятельным правителем. Он носил несколько пышных титулов и присвоил себе хорово имя Сехертауи, претендуя на титул фараона. Ему наследовал брат Иниотеф (Антеф) II, присвоивший себе хорово имя Уаханх. Иниотеф Уаханх воевал против Гелиопольского царства. За время долгого (почти в 50 лет) царствования присоединил несколько номов, включая стратегически важный VIII верхнеегипетский ном с центром в Абидосе. К концу правления был фактическим правителем Верхнего Египта.
В дальнейшем правители Фиванского царства воспользовались тем, что власть фараонов Гелиопольского царства ослабла. В итоге Ментухотеп II на 39 году своего правления одержал победу над Гераклеопольским фараоном и впервые со времён VI династии объединил Египет.
Ментухотеп II и его преемник Ментухотеп III значительно укрепили царскую власть, возобновили строительство храмов, а также организовали несколько походов за пределы Египта.
Последним правителем династии был Ментухотеп IV. Обстоятельства перехода власти к новой династии плохо известны. Аменемхет I, основавший XII династию, был чати Ментухотепа IV. Он или сверг фараона, узурпировав власть, или унаследовал престол из-за бездетности Ментухотепа IV.
Известно несколько надписей с именами ещё трёх фараонов, однако обстоятельства и контролируемые ими территории неизвестны. Возможно, они были самозванцами.

## Список фараонов XI династии
| Имя                            | Хронология                          | Хронология        | Сопоставление с древними списками фараонов            | Сопоставление с древними списками фараонов | Сопоставление с древними списками фараонов | Сопоставление с древними списками фараонов | Сопоставление с древними списками фараонов | Примечание |
| Имя                            | Э. Хорнунг, Р. Краусс, Д. Уорбертон | Ю. фон Бекерат    | Античные авторы (цитируя Манефона)                    | «Туринский список»                         | «Саккарский список 2»                      | «Абидосский список 2»                      | «Карнакский список»                        | Примечание |
| Иниотеф Старший, Антеф сын Ики | —                                   | —                 | Юлий Африкан указывает 16 фараонов, правивших 45 лет. | —                                          | —                                          | —                                          | —                                          | Номарх Фив. Не входит в список фараонов. |
| Ментухотеп I                   | 1. 2080+16                          | 1. 2119–?         | Юлий Африкан указывает 16 фараонов, правивших 45 лет. | 5.12. Теп[иа…]                             | —                                          | —                                          | 12. [Мен……]                                | Сын Иниотеф Старшего. Считается первым фараоном династии. Правил в Фивах, но титула фараона не носил. |
| Иниотеф (Антеф) I Сехертауи    | 2. ?–2067+16                        | 2. ?–2103         | Юлий Африкан указывает 16 фараонов, правивших 45 лет. | 5.13. [………]                                | —                                          | —                                          | —                                          | Сын Ментухотепа I. Первым из династии принял титул фараона с хоровым именем Сехертауи. |
| Иниотеф (Антеф) II Уаханх      | 3. 2066–2017+16                     | 3. 2103–2054      | Юлий Африкан указывает 16 фараонов, правивших 45 лет. | 5.14. [Уах-а]н[х Антеф…]                   | —                                          | —                                          | —                                          | Сын Ментухотепа I. Использовал титул фараона с хоровым именем Уаханх. Воевал против Гелиопольского царства. К концу правления был фактическим правителем Верхнего Египта.                                               |
| Иниотеф III, Антеф III         | 4. 2016–2009+16                     | 4. 2054–2046      | Юлий Африкан указывает 16 фараонов, правивших 45 лет. | 5.15. [Нехет-неб-теп-нефер Антеф…]         | —                                          | —                                          | —                                          | Сын Иниотефа II. |
| Ментухотеп II                  | 5. 2009–1959+16                     | 5. 2046–1995      | Юлий Африкан указывает 16 фараонов, правивших 45 лет. | 5.16. Неб-хепет-ра […]                     | 37. Неб-хепет-ра                           | 57. Неб-хепет-ра                           | 29. Неб-хепет-ра                           | Сын Иниотефа III. На 39 году своего правления захватил Мемфис и объединил Египет, образовав Среднее царство. Согласно Туринскому списку царствовал 51 год. Укрепил королевскую власть, возобновил строительство храмов. |
| Ментухотеп III                 | 6. 1958–1947+16                     | 6. 1995–1983      | Юлий Африкан указывает 16 фараонов, правивших 45 лет. | 5.17. Сеанх-ка-[ра…]                       | 38. Сеанх-ка-ра                            | 58. Сеанх-ка-ра                            | 30. Сенефер-ка-ра                          | Сын Ментухотепа II. Организовал экспедицию в Пунт. |
| Ментухотеп IV, Небтауира       | 7. 1947–1940+16                     | 7. 1983–1976      | Юлий Африкан указывает 16 фараонов, правивших 45 лет. | —                                          | —                                          | —                                          | —                                          | Сын Ментухотепа III, последний фараон из династии. |
| Иниотеф Какара                 | —                                   | 1983-1976 ?       | Юлий Африкан указывает 16 фараонов, правивших 45 лет. | —                                          | —                                          | —                                          | —                                          | Вероятно или самозванец, или претендент на трон. Точная идентификация времени и обстоятельств правления невозможна. |
| Джиибхентра                    | —                                   | 1978/77-1974/73 ? | Юлий Африкан указывает 16 фараонов, правивших 45 лет. | —                                          | —                                          | —                                          | —                                          | Вероятно или самозванец. Точная идентификация времени и обстоятельств правления невозможна. |
| Сегерсени, Менехкара           | —                                   | —                 | Юлий Африкан указывает 16 фараонов, правивших 45 лет. | —                                          | —                                          | —                                          | —                                          | Вероятно самозванец. Точная идентификация времени и обстоятельств правления невозможна. |